# チャイム (お笑いコンビ)
チャイムは、太田プロダクション所属の夫婦漫才コンビ。

## メンバー
だんな松丘慎吾（1970年2月19日（55歳） - ）
- 京都府綴喜郡八幡町（現在の八幡市）出身（小学5年までは大阪府摂津市）。
- 本名、松丘 慎吾（まつおか しんご）。
- 以前は「坂道コロンブス」（旧名・「坂道コロコロ」）、「鼻エンジン」、「くらげライダー」というコンビで活動。

赤プル（あかプル、1977年9月26日（47歳） - ）
- 茨城県結城郡石下町（現在の常総市）出身。
- 本名、松丘 夕子（まつおか ゆうこ）（旧姓 草間）。旧芸名は赤いプルトニウム。

## 来歴
- 「坂道コロンブス（坂道コロコロ）」「鼻エンジン」「くらげライダー」でコンビ芸人として活動していた夫・松丘と、爆笑レッドカーペットなどで活躍、ピン芸人として活動していた妻・赤プル（赤いプルトニウム）が2014年に本物の夫婦漫才コンビとして「赤プルとだんな」として結成。2015年に現在のコンビ名に改名。
- たけしの等々力ベース（BSフジ）にて、ビートたけしより「チャイム」と名付けられる[1]。